# SX-EW法
SX-EW法 (Solvent extraction and electrowinning)は、溶媒抽出と電解採取の2段階からなる湿式製錬プロセスである。
1段階目は、濃度の低い銅の浸出液から、銅と選択的に反応する化学物質を含んだ有機溶媒へ銅を抽出して濃縮し、有機溶媒中に銅を保持する。
続いて銅は有機溶媒から強酸の水溶液へ逆抽出される。
2段階目で逆抽出された銅を電気分解法で陰極に析出させる(電解採取)。
SX-EW法は主に銅製錬で使われ、全世界の銅生産量の20%がSX-EW法によるものである。
SX-EW法は、コバルトやニッケル、亜鉛、ウランなどにも利用できる。